# لينا هاغ
لينا هاغ (بالألمانية: Lina Haag)‏ هي مقاومة ألمانية، ولدت في 18 يناير 1907 في Altersberg ‏ في ألمانيا، وتوفيت في 18 يونيو 2012 في ميونخ في ألمانيا.